# Ulysse Besnard
Ulysse Besnard est un artiste français, né à Blois (Loir-et-Cher) en 1826 et mort en 1899.
Il fut successivement : artiste peintre, directeur du musée municipal de Blois, puis céramiste et entrepreneur.

## Biographie
Natif de Blois, Ulysse Besnard déménage à Paris où il étudie le dessin ainsi que la peinture auprès du peintre Victor Chavet.
Il revient en province en 1858, et prend la direction du musée municipal de Blois (alors au sein du château), tout en continuant de peindre et en donnant des cours de dessin. Il s'initie à la céramique à partir de 1861, et fonde sa faïencerie en bord de Loire, sur le quai des Imberts.

## Disciples
Une fois devenu céramiste, Ulysse Besnard a, à son tour, formé de nombreux artistes, dont :
- Émile Balon ;
- Alexandre Bigot ;
- Gaston Bruneau ;
- Jules-Auguste Habert-Dys[2] ;
- Josaphat Tortat ;
- Adrien Thibault.